# Notylia fragrans
Notylia fragrans är en orkidéart som beskrevs av Heinrich Rudolph Wullschlaegel och Hendrik Charles Focke. Notylia fragrans ingår i släktet Notylia och familjen orkidéer. Inga underarter finns listade i Catalogue of Life.